# Giovanni Antonio Serbelloni
Giovanni Antonio Serbelloni (Milano, 1519 – Roma, 18 marzo 1591) è stato un cardinale e vescovo cattolico italiano.

## Biografia

### Infanzia
Nacque a Milano nel 1519 dalla nobile famiglia dei Serbelloni, figlio di Giovanni Pietro Serbelloni e Elisabetta Rainoldi, ed era nipote di Gian Angelo De Medici (futuro papa con il nome di Pio IV).

### Carriera ecclesiastica
Intrapresa la carriera ecclesiastica, anche forte della presenza del potente zio, divenne il 7 maggio 1557 vescovo di Foligno e il 31 gennaio 1560 papa Pio IV lo elevò al rango di cardinale nel concistoro di quella data, assieme al cugino Carlo Borromeo.
Sempre nel 1560, il 13 marzo, venne nominato vescovo di Novara, anche se resse la diocesi perlopiù servendosi di vicari, sino al 1568. In quell'anno tenne un sinodo episcopale con il quale introdusse nella diocesi novarese i principi del Concilio di Trento, intento nel quale già nel 1565 aveva fatto costruire un seminario per chierici ed aveva dato inizio (dal 1562) ad una serie di visite pastorali. Nel 1574 dovette rinunciare all'episcopato di Porto e Santa Rufina a favore di quello di Ostia, di cui prese le redini a partire dal 1589.

### Morte
Morì a Roma il 18 marzo 1591 all'età di 72 anni e venne sepolto nella chiesa di Santa Maria degli Angeli.

## Genealogia episcopale e successione apostolica
La genealogia episcopale è:
- Arcivescovo Filippo Archinto
- Papa Pio IV
- Cardinale Giovanni Antonio Serbelloni

La successione apostolica è:
- Cardinale Carlo Borromeo (1563)
- Vescovo Giovanni D'Amato (1565)
- Vescovo Ottaviano Pasqua (1574)
- Vescovo Ludovico Taverna (1580)
- Vescovo Giacomo Rovellio (1580)
- Cardinale Giovanni Battista Castrucci (1585)
- Cardinale Giovanni Francesco Biandrate di San Giorgio Aldobrandini (1585)